# Striptiz (film)
Striptiz (ang. Striptease) – amerykański film sensacyjny z 1996 roku na podstawie książki Carla Hiaasena.

## Treść
Erin Grant (Demi Moore) traci posadę w FBI, a wkrótce potem zostaje również pozbawiona prawa do opieki nad swoją 7-letnią córką. By zdobyć pieniądze i odzyskać dziecko, Erin zaczyna pracę jako striptizerka w nocnym klubie. Jednym ze stałych bywalców i jej wielbicieli jest skorumpowany kongresmen David Dilbeck (Burt Reynolds). Na jego zlecenie zostaje zamordowany Jerry Killian, który chciał pomóc Erin. Sprawę zabójstwa prowadzi porucznik policji – Al Garcia (Armand Assante), który namawia Grant do współpracy.

## Obsada
- Demi Moore – Erin Grant
- Burt Reynolds – Kongresmen David Dilbeck
- Armand Assante – Porucznik Al Garcia
- Ving Rhames – Shad
- Robert Patrick – Darrell Grant
- Paul Guilfoyle – Malcolm Moldovsky
- Dina Spybey – Monique, Jr.
- Rumer Willis – Angela Grant
- Gianni Russo – Willy Rojo
- Matthew Baron – Paul Guber
- Gary Basaraba – Alberto
- Siobhan Fallon – Rita Grant
- Rena Riffel – Tiffany
- Kimberly Flynn – Ariel Sharon
- Barbara Alyn Woods – Lorelei

## Produkcja
Zdjęcia do filmu kręcono w Hollywood, Key Biscayne, Fort Lauderdale, Miami, South Bay, Clewiston (Floryda) i Las Vegas (Nevada). Okres zdjęciowy trwał od 18 września do 21 grudnia 1995 roku.

## Odbiór
Film Striptiz spotkał się z negatywną reakcją krytyków. W serwisie Rotten Tomatoes, 12% z sześćdziesięciu dziewięciu recenzji filmu jest negatywne (średnia ocen wyniosła 3,6 na 10).

### Nagrody i nominacje
| Rok  | Miejsce                           | Nagroda      | Kategoria                              | Odbiorcy i nominowani                             | Wynik     |
| ---- | --------------------------------- | ------------ | -------------------------------------- | ------------------------------------------------- | --------- |
| 1997 | 17. rozdanie nagród Złotych Malin | Złota Malina | Najgorszy film                         | Striptiz                                          | wygrana   |
| 1997 | 17. rozdanie nagród Złotych Malin | Złota Malina | Najgorsza aktorka                      | Demi Moore, także za film Pod presją (1996)       | wygrana   |
| 1997 | 17. rozdanie nagród Złotych Malin | Złota Malina | Najgorszy reżyser                      | Andrew Bergman                                    | wygrana   |
| 1997 | 17. rozdanie nagród Złotych Malin | Złota Malina | Najgorszy scenariusz                   | Andrew Bergman                                    | wygrana   |
| 1997 | 17. rozdanie nagród Złotych Malin | Złota Malina | Najgorsza ekranowa para / duet filmowy | Burt Reynolds i Demi Moore                        | wygrana   |
| 1997 | 17. rozdanie nagród Złotych Malin | Złota Malina | Najgorsza piosenka                     | "Pussy, Pussy, Pussy" – The Light Crust Doughboys | wygrana   |
| 1997 | 17. rozdanie nagród Złotych Malin | Złota Malina | Najgorszy aktor drugoplanowy           | Burt Reynolds                                     | nominacja |
| 2000 | 20. rozdanie nagród Złotych Malin | Złota Malina | Najgorszy film dekady                  | Striptiz                                          | nominacja |